# Mörschwil
Mörschwil é uma comuna da Suíça, no Cantão São Galo, com cerca de 3.335 habitantes. Estende-se por uma área de 9,84 km², de densidade populacional de 339 hab/km². Confina com as seguintes comunas: Berg, Goldach, San Gallo (Sankt Gallen), Steinach, Tübach, Untereggen, Wittenbach.
A língua oficial nesta comuna é o Alemão.